# Dibamba (Fluss)
Der Dibamba ist ein Fluss in der Region Littoral im Süden Kameruns und mündet in der Nähe der Stadt Douala über den Kamerunästuar in die Bucht von Bonny.

## Geographie
Der Dibamba ist neben dem Mungo und dem Wouri der dritte der großen in das Kamerunästuar mündenden Flüsse. Er ist bis Bengange schiffbar und entspringt auf den Vorbergen des Ebomassives im Hinterland der Region Littoral.
Der Fluss hat eine Länge von 150 Kilometern und ein Einzugsgebiet von 2400 Quadratkilometern. Der durchschnittliche Abfluss an der Flussmündung beträgt 480 Kubikmeter pro Sekunde. An seiner Mündung unterliegt der Fluss den Gezeiten und mündet durch Mangrovenwälder, die sich südlich von Douala bis Point Souelaba erstrecken. In der Nähe von Douala wird der Fluss von einer 370 Meter (1210 Fuß) langen T-Profil-Straßenbrücke überquert, die 1983/1984 aus vorgefertigtem Spannbeton gebaut wurde.

## Geschichte
Das Volk der Duala, das heute in der Region in und um die Stadt Douala lebt, zog von Piti am Dibamba-Fluss an seinen heutigen Standort und verdrängte die dort ansässigen Bakoko. Den Überlieferungen zufolge handelte es sich bei den Douala um Nachkommen von Mbedi, dem Sohn von Mbongo, der in Piti lebte. Dieser war in den 1630er Jahren ein Duala-Anführer an der Küste Kameruns und betrieb mit den Europäern Elfenbein- und Sklavenhandel. Niederländische Karten aus den 1650er Jahren verorten Monnebas Namen am Dibamba-Fluss, der zu der Zeit Monneba's Creek oder Channel (Monnebasa Gat) genannt wurde.
Der Dibamba war im Ersten Weltkrieg Schauplatz von Kampfhandlungen, als der britische Kommandeur Ralph Stuart Sneyd am 10. September 1914 eine große deutsche Barkasse angriff, diese versenkte und den Feind von seinem Posten bei Piti vertrieb.

## Umweltprobleme

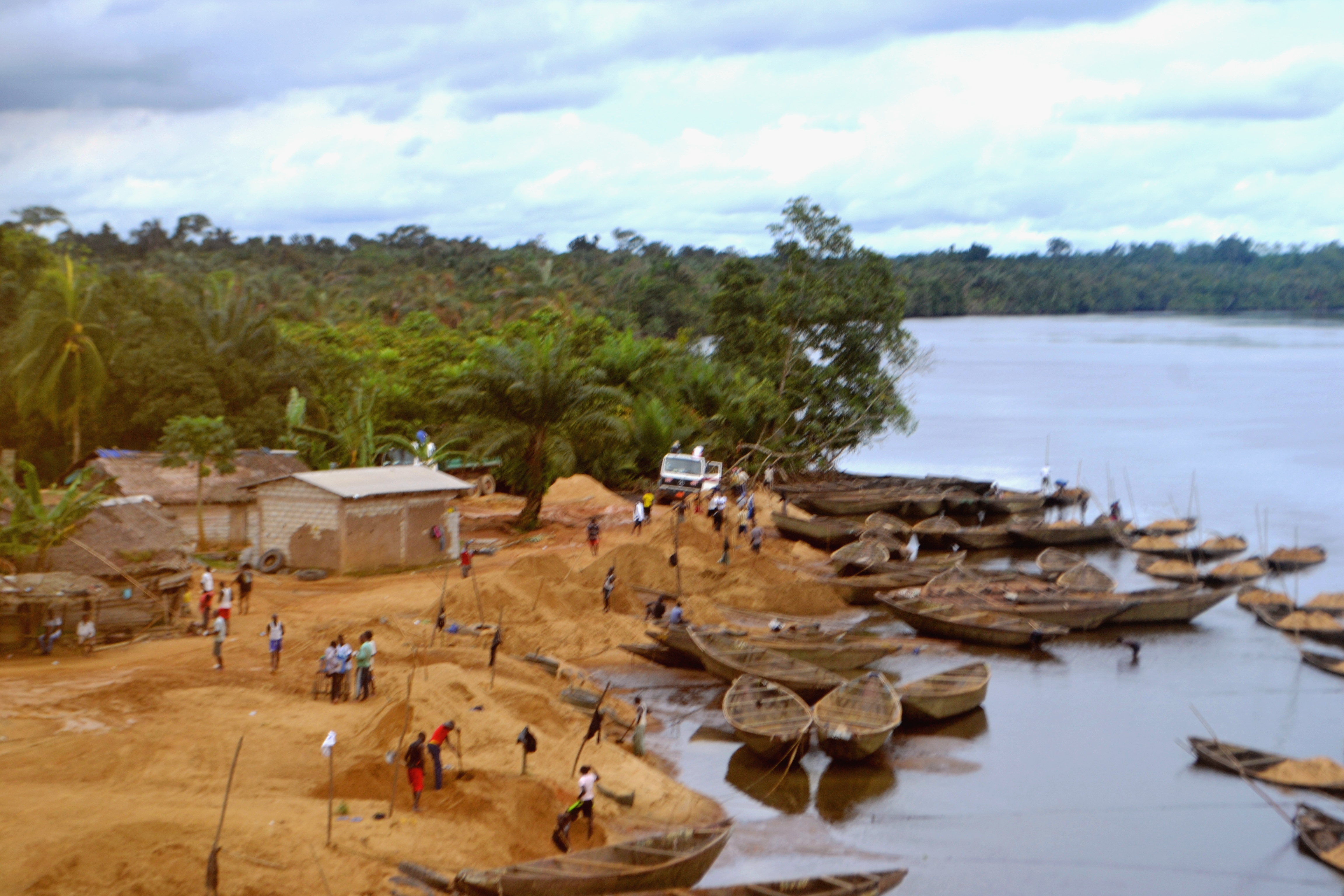
Sandabbau am Dibamba 2017

Das Industriegebiet Bassa im Süden Doualas endet am Mündungsstrom des Dibamba-Flusses und stößt Schadstoffe aus. Die Feuchtgebiete wurden schnell von invasiven Arten besiedelt und es wurde eine große Anzahl von Phytoplankton entdeckt, dessen Verbreitung durch die Verschmutzung gefördert wird. Weiter im Landesinneren gibt es am Fluss immer noch einige Gebiete mit permanentem Mangrovenwald, aber viele Gebiete wurden für Ölpalmenplantagen gerodet und trockengelegt. Die Fauna des Flusses ist somit nicht gut geschützt. Der Afrikanische Manati (Trichechus senegalensis), der in dem Flussgebiet endemisch ist, ist mittlerweile vom Aussterben bedroht.